# نوكيا 3720 كلاسيك
 نوكيا 3720 كلاسيك (بالإنجليزية: Nokia 3720 classic)‏ هو هاتف محمول من نوكيا .

## الخصائص
- الشاشة: إل سي دي
- الوزن: 94 غ (3.3 أونصة)
- الذاكرة: 20 ميجابايت